# Visonta
Visonta je vas na Madžarskem, ki upravno spada pod podregijo Gyöngyösi Županije Heves.